# Prost JS45
Prost JS45 — гоночный автомобиль Формулы-1, первый болид команды Prost Grand Prix. Участвовал в Чемпионате мира Формулы-1 сезона 1997 года.

## История
Шасси было разработано ещё до покупки Аленом Простом команды Ligier и переименования в Prost Grand Prix. Поэтому индекс машины был продолжением нумерации принятой в Ligier - JS45. Остались и моторы Mugen Honda, поддержка которых позволила занять второе место в команде японцу Синдзи Накано. Первое же осталось за Оливье Панисом.
Начало сезона было неплохим: Панис, благодаря своему опыту дважды финишировал на подиуме. Однако на Гран-при Канады француз попал в аварию, сломал ноги и его место занял Ярно Трулли, перешедший из Minardi.

## Результаты в гонках
| Год  | Шасси      | Двигатель                 | Шины | Пилоты | 1   | 2   | 3    | 4    | 5    | 6    | 7   | 8    | 9   | 10  | 11  | 12   | 13  | 14   | 15   | 16   | 17  | Место | Очки |
| ---- | ---------- | ------------------------- | ---- | ------ | --- | --- | ---- | ---- | ---- | ---- | --- | ---- | --- | --- | --- | ---- | --- | ---- | ---- | ---- | --- | ----- | ---- |
| 1997 | Prost JS45 | Mugen Honda MF-301 HB V10 | B    |        | АВС | БРА | АРГ  | САН  | ИСП  | МОН  | КАН | ФРА  | ВЕЛ | ГЕР | ВЕН | БЕЛ  | ИТА | АВТ  | ЛЮК  | ЯПО  | ЕВР | 6     | 21   |
| 1997 | Prost JS45 | Mugen Honda MF-301 HB V10 | B    | Панис  | 5   | 3   | Сход | 8    | 4    | 2    | 11  |      |     |     |     |      |     |      | 6    | Сход | 7   | 6     | 21   |
| 1997 | Prost JS45 | Mugen Honda MF-301 HB V10 | B    | Трулли |     |     |      |      |      |      |     | 10   | 8   | 4   | 7   | 15   | 10  | Сход |      |      |     | 6     | 21   |
| 1997 | Prost JS45 | Mugen Honda MF-301 HB V10 | B    | Накано | 7   | 14  | Сход | Сход | Сход | Сход | 6   | Сход | 11  | 7   | 6   | Сход | 11  | Сход | Сход | Сход | 10  | 6     | 21   |

| Легенда к таблице |                                                                    |
| --- | ------------------------------------------------------------------ |
| В таблице перечислены результаты всех Гран-при Формулы-1, в которых использовался автомобиль. Строками таблицы являются сезоны, столбцами — этапы чемпионата мира. В каждой клетке указаны сокращённое название этапа и результат, дополнительно обозначенный цветом. Расшифровка обозначений и цветов представлена в нижеследующей таблице. |                                                                    |
| \| Пример \| Описание \| \| ------------ \| ------------------------------------------------------------------ \| \| 1 \| Победитель \| \| 2 \| Второе место \| \| 3 \| Третье место \| \| 5 \| Финишировал, заработав очки \| \| Сход \| Не финишировал, но при этом заработал очки \| \| 12 \| Финишировал, не получив очков \| \| НКЛ \| Финишировал, но не попал в финальную классификацию \| \| 15 \| Участвовал вне зачёта, либо по отдельной классификации \| \| 18 \| Не финишировал, но попал в финальную классификацию \| \| Сход \| Не финишировал \| \| НКВ \| Не прошёл квалификацию \| \| НПКВ \| Не прошёл предквалификацию \| \| ДСК \| Дисквалифицирован \| \| ИСК \| Исключён из протокола соревнований \| \| ТТ \| Заявлен для участия только в тренировках \| \| НС \| Участвовал в квалификации, но не стартовал в гонке \| \| Т \| Травмирован или болен \| \| ОТК \| Отказ от участия \| \| НТР \| Прибыл на соревнования, но на трассу не выезжал \| \| НПР \| Был заявлен в числе участников, но не прибыл к началу соревнований \| \| О \| Соревнования отменены \| \| \| Не участвовал \| \| Поул-позиция \| \| \| Быстрый круг \| \| |                                                                    |
| Пример | Описание                                                           |
| 1 | Победитель                                                         |
| 2 | Второе место                                                       |
| 3 | Третье место                                                       |
| 5 | Финишировал, заработав очки                                        |
| Сход | Не финишировал, но при этом заработал очки                         |
| 12 | Финишировал, не получив очков                                      |
| НКЛ | Финишировал, но не попал в финальную классификацию                 |
| 15 | Участвовал вне зачёта, либо по отдельной классификации             |
| 18 | Не финишировал, но попал в финальную классификацию                 |
| Сход | Не финишировал                                                     |
| НКВ | Не прошёл квалификацию                                             |
| НПКВ | Не прошёл предквалификацию                                         |
| ДСК | Дисквалифицирован                                                  |
| ИСК | Исключён из протокола соревнований                                 |
| ТТ | Заявлен для участия только в тренировках                           |
| НС | Участвовал в квалификации, но не стартовал в гонке                 |
| Т | Травмирован или болен                                              |
| ОТК | Отказ от участия                                                   |
| НТР | Прибыл на соревнования, но на трассу не выезжал                    |
| НПР | Был заявлен в числе участников, но не прибыл к началу соревнований |
| О | Соревнования отменены                                              |
| | Не участвовал                                                      |
| Поул-позиция |                                                                    |
| Быстрый круг |                                                                    |